# 1216
1216 (MCCXVI) a fost un an bisect al calendarului iulian.

## Evenimente
- 22 aprilie: Bătălia de la Lipița: marii cneji Mstislav "cel Îndrăzneț" și Constantin de Rostov îi înfrâng pe rivalii lor din Vladimir-Suzdal.

### Nedatate
- aprilie: În tentativa de a-i sprijini pe baronii englezi revoltați împotriva regalității, prințul Ludovic (viitorul rege Ludovic al VIII-lea al Franței) invadează Anglia, debarcând în Kent.
- mai: Fiul contelui Raymond al VI-lea de Toulouse (viitorul Raymond al VII-lea) debarcă la Marsilia și asediază Beaucaire; populația din Toulouse se revoltă împotriva lui Simon al IV-lea de Montfort.
- Dresda devine oraș în Germania.
- Fondarea abației Ballintubber, în Irlanda.
- Implantarea franciscanilor în Portugalia.
- Începe cucerirea Marocului de către dinastia Marinizilor.
- Întemeierea Ordinului dominican de către Domingo de Guzman.
- Papa Honoriu al III-lea aprobă în mod oficial Ordinul dominicanilor.
- Papa Honoriu al III-lea face apel pentru Cruciada a cincea.
- Primul Parlament englez se reunește la Westminster.
- Stabilirea principiului primogeniturii în Boemia.

## Nașteri
- 17 septembrie: Robert I, conte de Artois (d. 1250)
- Eric al IV-lea, viitor rege al Danemarcei (d. 1250)
- Eric al XI-lea, viitor rege al Suediei (d. 1250)
- Nicolae al III-lea, viitor papă (d. 1280)

## Decese
- 10 aprilie: Eric al X-lea, 35 ani, rege al Suediei (n. 1180)
- 11 iunie: Henric I, 41 ani, împărat latin de Constantinopol (n.c. 1174)
- 16 iulie: Inocențiu al III-lea (n. Giovanni Lotario), 56 ani, papă (n. 1160)
- 18 octombrie: Ioan, 49 ani, rege al Angliei (n. 1166)
- Shota Rustaveli, 43 ani, poet georgian (n. 1172)

## Înscăunări
- 24 iulie: Honoriu al III-lea, papă (1216-1227).
- 19 octombrie: Henric al III-lea (Henry de Winchester), rege al Angliei, încoronat la Gloucester (1216-1272).
- aprilie: Constantin de Rostov, mare cneaz de Vladimir-Suzdal (1216-1218).